# 穆罕默德·穆萨汗
穆罕默德·穆萨汗 (1908年10月20日—1991年3月12日)，是一名退役的巴基斯坦陆军上将，1958年至1966年担任第4任巴基斯坦陆军参谋长。在他退役二十年后，成为了一名政治家。他是巴基斯坦军队中第一位信奉什叶派的将军。
1908年10月20日，穆萨生于英属印度俾路支斯坦奎达的一个信奉什叶派的哈扎拉人家庭。早年作为一名少尉在皇家印度陆军中服役，后来参与二战。在北非战役和缅甸战役中表现出色。在1947年印巴分治之后，他成为一名巴基斯坦公民，随后他转移到新成立的巴基斯坦陆军服役。他在1947-1948年的第一次印巴战争期间领导一个旅对抗印度军队，并在1958年巴基斯坦政变后，晋升为上将。
穆萨在1961年巴基斯坦与阿富汗王国的巴焦尔战役中和第二次印巴战争中指挥巴基斯坦军队时，在巴国内获得了知名度和公众声誉。在处理阿富汗王国的冲突时，他检阅了被俘虏的阿军士兵，并且安排他们在俾路支斯坦和卡拉奇游街示众。让阿富汗方面在国际上下不来台。
穆萨在第二次印巴战争战争后不久从巴基斯坦陆军中退役，开始了他在巴基斯坦的政治生涯。之后他被任命为西巴基斯坦总督，1966年-1969年在任，随后他退休。在1985年，穆萨再次从政，加入了巴基斯坦穆斯林联盟，并被任命为俾路支省的總督，并一直任职到1991年去世。他的骨灰被安放在伊朗的马什哈德。